# Parafia Ewangelicko-Augsburska w Działdowie

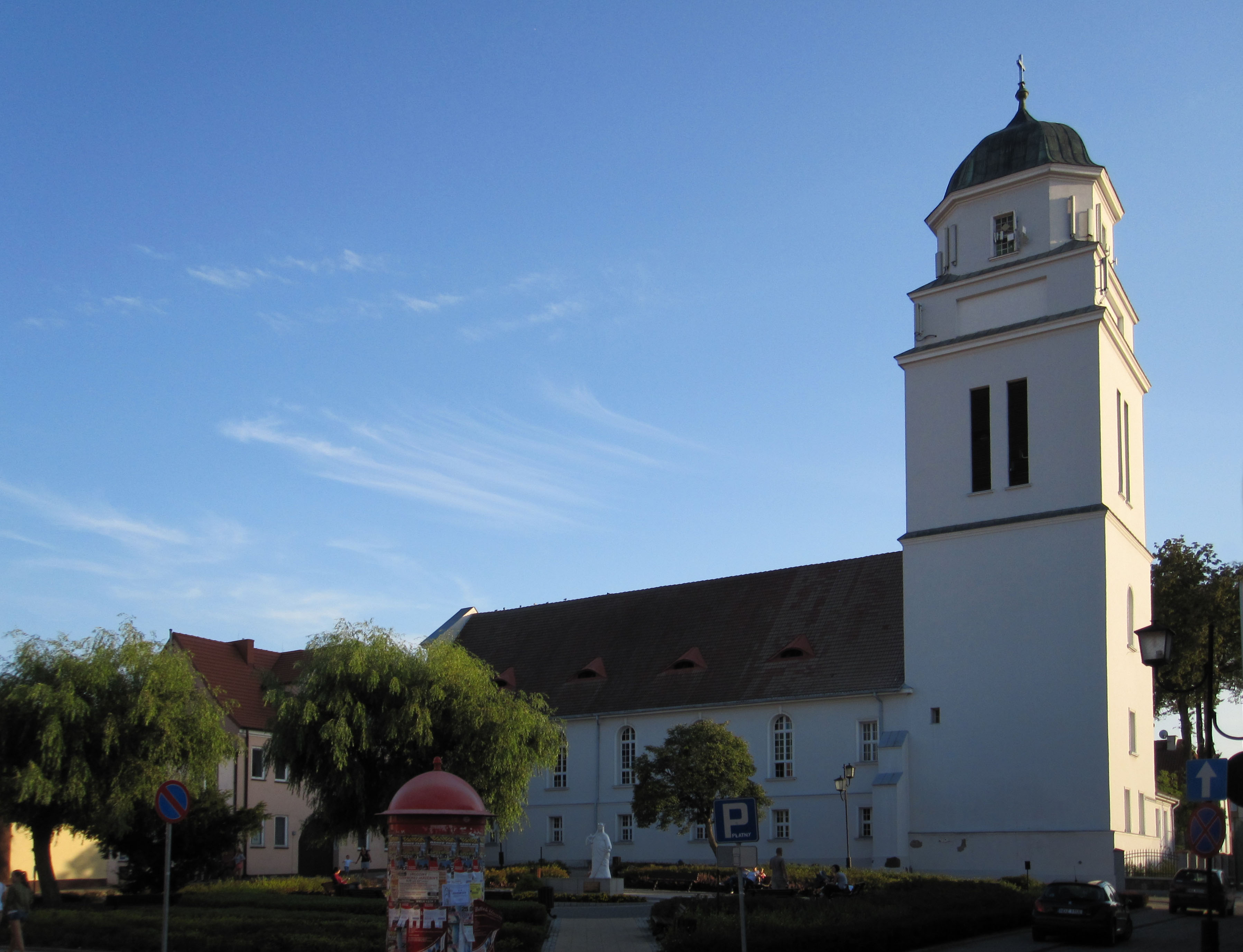
Dawny kościół ewangelicki w Działdowie, obecnie rzymskokatolicki

Parafia Ewangelicko-Augsburska w Działdowie – luterańska parafia w Działdowie, należąca do diecezji mazurskiej Kościoła Ewangelicko-Augsburskiego w RP. Została utworzona w XVI wieku. Mieści się przy ulicy Jagiełły. Posiada kościół filialny w Lidzbarku Welskim.

## Historia

### Parafia pod panowaniem pruskim
Parafia została założona po wydaniu traktatu krakowskiego i sekularyzacji Prus w 1525, a na jej pierwszego duszpasterza mianowano ks. Jakoba Knoppe. Po 1698 proboszczem w Działdowie został Samuel Tschepius, autor kancjonału, sprawujący urząd do 1750.
W 1912 parafia liczyła 6970 wiernych, z czego 3000 Mazurów. 
Kościół uległ zniszczeniu 28 sierpnia 1914 w wyniku działań wojennych – na jego wieży umiejscowiony został rosyjski posterunek obserwacyjny, który padł celem ostrzału wojsk niemieckich. W związku z tym do czasu odbudowy kościoła nabożeństwa prowadzone były w kaplicy położonej na miejscowym zamku krzyżackim.
Działdowo w strukturach Ewangelickiego Kościoła Unii Staropruskiej pozostawało siedzibą superintendentury, w której skład według stanu na 1916 oprócz Działdowa wchodziły parafie takie jak Białuty, Burkat, Koszelewy, Kozłowo, Narzym, Płośnica, Sarnowo, Sławka Wielka, Szczupliny i Uzdowo

### Okres II Rzeczypospolitej
W wyniku zmian granic po I wojnie światowej i likwidacji prowincji kościelnej Prusy Zachodnie Ewangelickiego Kościoła Unii Staropruskiej, działdowska parafia w 1920 weszła w skład Ewangelickiego Kościoła Unijnego w Polsce, stając się stolicą jego superintendentury Działdowo. 
Dzięki działalności ks. Ewalda Lodwicha-Ledwy, funkcjonująca tu od XIX wieku szkoła ewangelicka została przejęta w 1921 na potrzeby Państwowego Seminarium Nauczycielskiego. 
W 1932 do parafii należało 2738 wiernych i do 1936 stanowisko jej proboszcza pełnił ks. Hermann Barczewski. W latach 1937–1945 proboszczem pozostawał ks. Johannes Walach. Parafia ewangelicko-unijna działała do 1945.
27 września 1923 na skutek starań ks. Ewalda Lodwicha-Ledwy została założona dodatkowo parafia należąca do Kościoła Ewangelicko-Augsburskiego w RP, która weszła w skład jego diecezji poznańsko-pomorskiej, a obsługa duszpasterska była w niej prowadzona w połączeniu z parafią w Mławie. Skupiała ona przede wszystkim ludność przybyłą tu ze Śląska Cieszyńskiego. W roku powstania liczyła 100 wiernych, a nabożeństwa odbywały się w wynajętej sali.

### Czasy powojenne i okres PRL
W wyniku likwidacji parafii ewangelicko-unijnej w 1945, wszyscy miejscowi wierni zostali objęci administracją Kościoła Ewangelicko-Augsburskiego w RP. Opiekę duszpasterską nad nimi otoczył od 1949 ks. Eugeniusz Jungto z parafii w Nidzicy. W tym roku parafia liczyła około 800 członków, w późniejszym czasie liczba ta zmniejszała się jednak stale na skutek wyjazdów Mazurów do RFN. Dawna siedziba plebanii ewangelicko-unijnej została upaństwowiona, a w budynku otwarto ośrodek zdrowia oraz przedszkole. Nową plebanię utworzono w budynku będącym przedwojenną siedzibą Zrzeszenia Ewangelików Polaków, położonym przy ul. Jagiełły.
Od zakończenia II wojny światowej Działdowo należało do diecezji warszawskiej. W 1952 zostało przyłączone do diecezji mazurskiej, skupiając wówczas 318 wiernych. W ciągu roku 1952 miały miejsce 3 chrzty, 3 śluby, 7 pogrzebów, a 7 osób konfirmowano. Na lekcje religii uczęszczało 15 uczniów. Administrowana była przez proboszczów parafii w Nidzicy.
W 1954 do parafii należało około 400 wiernych i administrowała ona kościołami w Białutach, Bryńsku, Burkacie, Dębieniu, Lidzbarku, Koszelewach, Szczuplinach i Uzdowie. 
Od kwietnia 1954 do parafii został skierowany magister teologii Jan Mach, który pomagał w pracy duszpasterskiej ks. Jerzemu Otello z Nidzicy. W październiku 1957 przybył tu do pracy mgr Lucjan Steinhagen, którego ordynacja miała miejsce w miejscowym kościele. 
W listopadzie 1959 duszpasterzem parafii został ks. Henryk Sikora, sprawujący tę funkcję do czerwca 1970. Jego relacje z członkami zboru nie należały do najlepszych, a prowadzenie wówczas przez parafię sprzedaży posiadanych działek spotykało się z nieprzychylnymi opiniami Konsystorza. Podczas jego kadencji rozpoczęły się naciski władz w celu przejęcia kościoła w Działdowie. W 1967 Prezydium Powiatowej Rady Narodowej wystosowało do parafii propozycję oddania na rzecz państwa kościoła oraz będących w jej posiadaniu budynków mieszkalnego i gospodarczego. Kościół miał zostać przeznaczony na cele związane z kulturą i oświatą. Za to Prezydium miała wybudować nową kaplicę i mieszkanie dla duszpasterza zboru. Pismo to zostało następnie przesłane również do Konsystorza, który poinformował Prezydium o zainteresowaniu umową, zwracano jednak uwagę, że najpierw stosowna uchwała musi zostać podjęta przez Zgromadzenie Parafialne.
Wydział Finansowy Prezydium Powiatowej Rady Narodowej w maju 1968 zdecydował o nałożeniu podatku dochodowego na parafię, jednak od postanowienia tego odwołał się ks. Sikora, zwracając uwagę, że decyzja ta ma związek z zabiegami w celu pozyskania kościoła przez skarb państwa. W wyniku kontroli przeprowadzonej przez Konsystorz ustalono również nieprawidłowe prowadzenie ksiąg parafialnej, a za winnego uznano ks. Sikorę. Twierdził on, że kontrola została przeprowadzona na skutek jego niezgody na przekazanie kościoła.
Od kwietnia 1970 stanowisko administratora parafii objął ks. Henryk Zalewski. W tym czasie do parafii należało około 120 wiernych. W czerwcu tego roku w piśmie skierowanym do Konsystorza donosił o jej tragicznej sytuacji. Fatalny był stan techniczny działdowskiej świątyni, jak również kościołów w Burkacie i Lidzbarku Welskim. Budynek dawnej plebanii ewangelicko-unijnej groził zawaleniem, w związku z czym działające w nim wówczas przedszkole przeniesiono do innej siedziby. Parafia była zadłużona w wyniku braku uiszczania zapłat podatku dochodowego i jej przychody zajmowane były na ten cel przez komornika. Konsystorz odmówił jednak udzielenia pomocy finansowej na remont kościoła w Działdowie. 13 grudnia 1970 Zgromadzenie Parafialne podjęło więc decyzję zezwoleniu na przekazanie kościoła i innych nieruchomości parafialnych na rzecz skarbu państwa, co wywołało oburzenie zborowników z Płośnicy, którzy wskazywali na fakt, że do przekazania kościoła dochodzi za długi popełnione przez ks. Sikorę.
Ksiądz Zalewski administrował parafią jedynie do grudnia 1970, kiedy to z powodów zdrowotnych przeszedł w stan spoczynku. Zamieszkiwał on jednak na terenie miasta do początku lat 80. XX wieku, angażując się w pomoc w działalności zboru. W 1971 proboszczem-administratorem został ponownie ks. Jerzy Otello. W związku z nieprzerwalnie trudną sytuacją finansową parafii oraz wzmagającymi się naciskami, 29 grudnia 1972 podpisany został akt sprzedaży kościoła na rzecz Prezydium Powiatowej Rady Narodowej, kto przekazała obiekt na potrzeby domu kultury. Prowadzenie ewangelickich nabożeństw zostało wówczas przeniesione do kaplicy urządzonej w budynku plebanii w dawnym domu Zrzeszenia Ewangelików Polaków przy ul. Jagiełły 28. Parafia liczyła w tym czasie około 170 wiernych. Od 1973 czyniono zabiegi w celu budowy nowej kaplicy mogącej pomieścić około 100 osób, jednak nie zostały one uwieńczone sukcesem.
Księdzu Otelli w pracy duszpasterskiej w Działdowie pomagał jego syn Ryszard Otello będący magistrem teologii, a po jego ordynacji w 1974 został wikariuszem zamieszkałym na terenie miasta. Po jego śmierci w wypadku samochodowym 21 listopada 1978 miejscowa parafia została pozbawiona duchownego na miejscu, jednak od maja 1979 nowym wikariuszem został ks. Zdzisław Sztwiertnia, opiekujący się miejscowym zborem do lipca 1983. Następnie pracę prowadzili tu studenci w ramach praktyk kościelnych, jak również absolwenci teologii. Przejściowo w Działdowie zamieszkiwali ks. Erwin Mikler oraz katechetka Halina Płoszek.
Dawny kościół ewangelicki został 11 kwietnia 1982 oddany przez władze w użytkowanie parafii rzymskokatolickiej, która następnie dokonała jego wykupu 31 lipca 1987.

### Parafia w III RP
W 1989 duszpasterzem parafii został ks. Waldemar Kurzawa, który w październiku 1993 objął stanowisko jej proboszcza-administratora, a od 10 marca 1996 pełni urząd jej pierwszego powojennego proboszcza.
W 2002 liczba wiernych w parafii wynosiła około 200 osób.
W 2005 na mocy decyzji Zgromadzenia Parafialnego postanowiono o budowie nowego kościoła. W wyniku nieprzychylnego nastawienia władz miasta, nie uzyskano zgody na powiększenie działki na ten cel, w wyniku czego obiekt mógł powstać jedynie na obszarze przylegającym do plebanii. 7 października 2007 wmurowany został kamień węgielny pod budowę. Pierwsze nabożeństwo w niewykończonej jeszcze budowli miało miejsce w Wigilię 2007, natomiast 7 czerwca 2008 miała miejsce uroczystość poświęcenia nowo wybudowanego kościoła, w której udział wzięli między innymi ks. bp Janusz Jagucki, ks. Jerzy Samiec, duchowni partnerskich parafii oraz przedstawiciele władz miejskich. Architektura obiektu stanowi połączenie typowej architektury mazurskiej z elementami nowoczesnymi. Projekt wykonali arch. Robert Futerhendler oraz arch. Grażyna Futerhendler. Już na wczesnym etapie współpracowali z artystą Tomaszem Urbanowiczem, który zaprojektował i wykonał szklane artystyczne elementy wnętrza, takie jak 6-metrowy krzyż, boczne przeszklenia symbolizujące dekalog, balustradę i ambonę z odniesieniami religijnymi. 

## Lidzbark

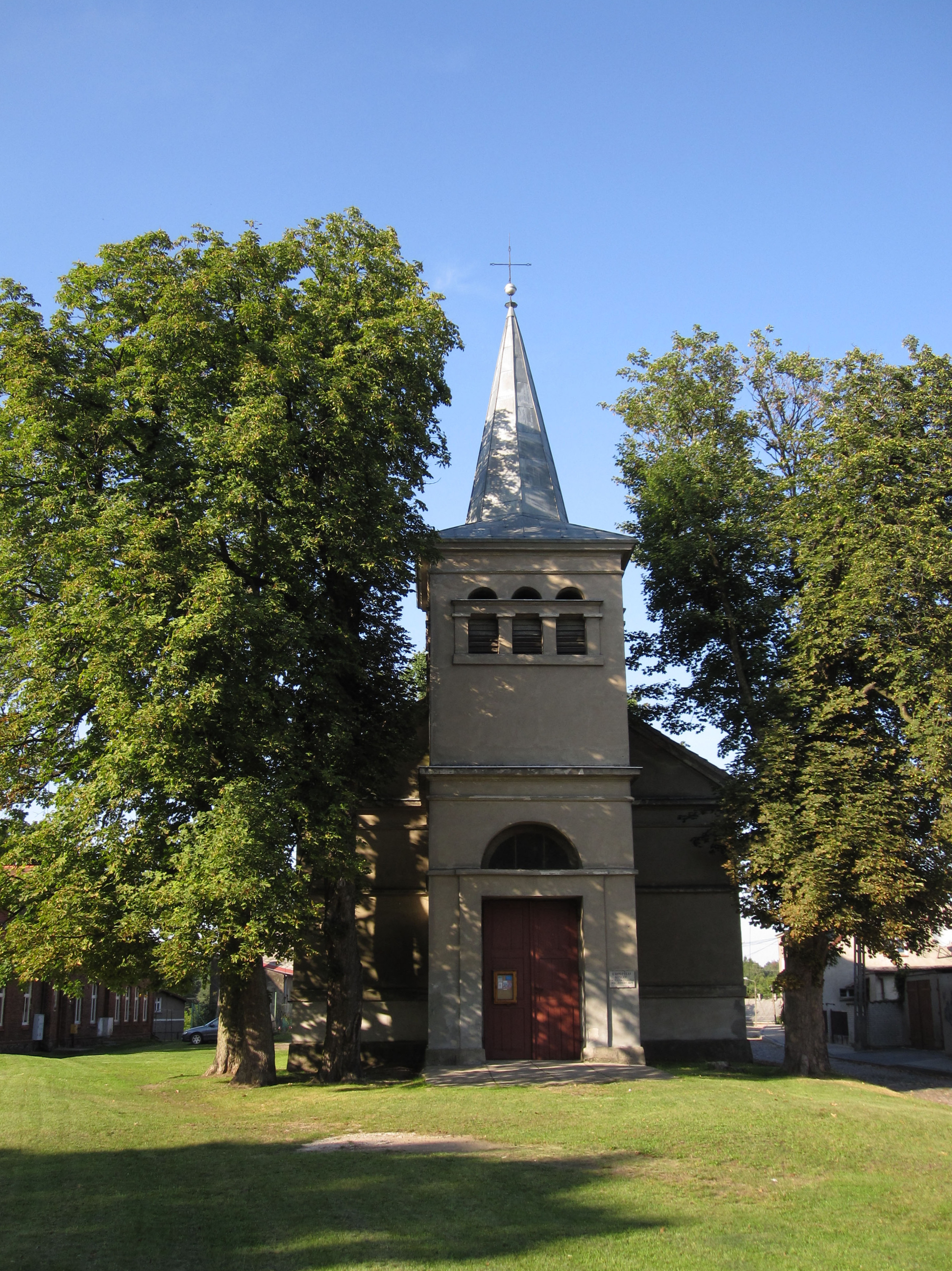
Filialny Kościół Jezusa Żyjącego w Lidzbarku

Parafia ewangelicka w Lidzbarku została założona w 1781 i liczyła początkowo 133 wiernych. Nabożeństwa prowadzone były najpierw w budynku starego ratusza, a następnie przeniesiono je do siedziby ewangelickiej szkoły. Parafia obsługiwana była przez proboszcza z Lubawy ks. Plitta, który prowadził posługi w Lidzbarku dwanaście razy w roku. W 1788 rozpoczęto starania o możliwość odbywania się nabożeństw w miejscowym kościele rzymskokatolickim, jednak nie otrzymano na to zgody katolickiego biskupa chełmińskiego, ks. Jana Rydzyńskiego. Zdecydowano wówczas o budowie własnego kościoła.
W związku z bliskim położeniem miasta od Płośnicy, administrację nad lidzbarskim zborem przejęła następnie tamtejsza parafia i sprawowała ją do 1835, kiedy otrzymano pierwszego własnego proboszcza, ks. Edmunda Larza. Dzięki temu powiększała się ilość wiernych, która w 1864 osiągnęła 1873 osób.
Kamień węgielny pod budowę własnej świątyni na wzgórzu Górka został położony 12 maja 1828, a uroczystość poświęcenia ukończonego kościoła ewangelickiego miała miejsce 3 sierpnia 1829.
Po zakończeniu II wojny światowej pierwszym duszpasterzem miejscowych wiernych został ks. Ewald Lodwich. Doprowadził on do odzyskania 27 września 1945 budynków parafii. Prowadził opiekę nad zborem do 1949. Jego następcą został ks. Eugeniusz Jungto, proboszcz parafii w Nidzicy. W 1950 zbór liczył 35 członków, a według stanu z 1952 do jego majątku należał kościół, plebanią, budynek gospodarczy, dwa cmentarze (w połowie zniszczone) oraz 11 ha ziemi uprawnej. W październiku 1954 administracja nad Lidzbarkiem została przekazana ks. Jerzemu Otello, któremu w pracy duszpasterskiej pomagał mgr teologii Lucjan Steinhagen. Następnie od października 1959 administracja nad parafią przeszła do ks. Henryka Sikory z Działdowa. W 1960 było tu 35 wiernych.
W 1968 parafia w Lidzbarku została zdegradowana do stacji kaznodziejskiej podległej parafii w Działdowie i od tej pory obsługiwana jest ona przez kolejnych tamtejszych duszpasterzy.
14 października 1979 w Lidzbarku miały miejsce obchody 150-lecia poświęcenia kościoła, udział w nich wziął biskup Kościoła Ewangelicko-Augsburskiego w RP ks. Janusz Narzyński.

## Współczesność
Nabożeństwa w kościele ewangelickim Zbawiciela w Działdowie odbywają się w każdą niedzielę.
W Lidzbarku nabożeństwa prowadzone są w każdą niedzielę w kościele Jezusa Żyjącego, natomiast w okresie zimowym – w kaplicy przy ul. Górka.